# Pinguipes brasilianus
Pinguipes brasilianus är en fiskart som beskrevs av Cuvier 1829. Pinguipes brasilianus ingår i släktet Pinguipes och familjen Pinguipedidae. Inga underarter finns listade i Catalogue of Life.